# الرسام (كيدي)
الرسام أو كلربينت (بالإنجليزية: KolourPaint)‏ هو محرر رسوميات نقطية حر لبيئة كدي، مشابه لبرنامج مايكروسوفت الرسام فيما قبل ويندوز 7 لكن له بعض المزايا الإضافية مثل دعم الشفافية (بالإنجليزية: transparency)‏
.
يهدف الرسام إلى أن يكون سهل الفهم وأن يقدم مستوي من الوظائف موجه للمستخدمين المتوسطين.
الرسام مصمم للمهام اليومية مثل:
- الرسم - مثل رسم الرسوم الأشكال والرسم اليدوي
- تعديل الصور - مثل تعديل اللقطات والصور وعمل التأثيرات
- تحرير الأيقونات - رسم الشعارات والأيقونات ذات الشفافية

في النسخة 3.3 من كدي، حل الرسام محل برنامج كي بينت (بالإنجليزية: KPaint)‏ كبرنامج الرسم الافتراضي. وهو جزء من باقة برمجيات kdegraphics.
بإمكان الرسام أن يعمل على بيئات أخرى غير كدي مثل إكسفس (بالإنجليزية: Xfce)‏ أو جنوم أو مديري نوافذ آخرين مثل فلكس بوكس (بالإنجليزية: FluxBox)‏، فيتم تثبيت متطلباته أوتوماتيكياً. لكن يمكن الإبلاغ عن عيوب بالبرنامج في حالة استخدام كدي فقط.
يوجد نقل لبرنامج الرسام لويندوز كجزء من مشروع كدي لويندوز.

## وصلات خارجية
- الرسام على موقع SourceForge (الإنجليزية)
- الموقع الرسمي
- (بالإنجليزية) دليل الرسام، موقع وثائق كدي